# Las canciones de mi vida
Las canciones de mi vida es el quinto disco del grupo vocal español El Consorcio, grabado en 2000. 

## Canciones
1. Burbujas de amor - 3:44
2. Soledad - 4:15
3. Aquellas pequeñas cosas - 2:30
4. Andar - 3:27
5. Himno a la alegría - 4:11
6. Háblame del mar marinero - 4:03
7. Quiero abrazarte tanto - 3:21
8. Qué será (Ó qué será) - 3:23
9. Rosas en el mar - 3:10
10. Es muy fácil - 3:10
11. Suite las Canciones de mi Vida - 8:25

- Datos: Q5970951